# Podbrdo
Podbrdo is een plaats in Slovenië en maakt deel uit van de gemeente Tolmin in de NUTS-3-regio Goriška. De plaats telde 578 inwoners op 1 januari 2020.
Podbrdo ligt bij het Bača-ravijn en de spoorlijn Praag - Jesenice - Nova Gorica - Triëst aan het einde van de langste tunnel van Slovenië (6.327,3 m) en bij de weg naar Bohinjska Bistrica en Železniki via Petrovo Brdo tot Most na Soči.
Podbrdo is omgeven door diverse bergen zoals de Slatnik (1589 m), Lajnar (1549 m), Vrh Bače (1281 m), Črna prst (1844m), Kobla (1498m) en Porezen (1622 m).